# Cratere Kondratyuk
Kondratyuk è un cratere lunare di 97,97 km situato nella parte sud-occidentale della faccia nascosta della Luna.
Il cratere è dedicato allo scienziato sovietico Yurij V. Kondratyuk.

## Crateri correlati
Alcuni crateri minori situati in prossimità di Kondratyuk sono convenzionalmente identificati, sulle mappe lunari, attraverso una lettera associata al nome.
| Kondratyuk | Coordinate             | Diametro (in km) |
| ---------- | ---------------------- | ---------------- |
| A          | 14°32′24″S 115°59′24″E | 23,71            |
| Q          | 15°59′24″S 115°09′00″E | 25,52            |